# Mehcad Brooks
Mehcad Brooks (Austin, Texas, Estados Unidos, 25 de octubre de 1980) es un actor y modelo estadounidense. Fue reconocido por su papel de Jimmy Olsen en la serie Supergirl.

## Carrera
Brooks se graduó en la Escuela de Artes de la University of Southern California. Inicialmente fue modelo, principalmente en anuncios para medios impresos y televisivos. Luego pasó a la pantalla pequeña, donde se destacó con sus personajes en Boston Public, Malcolm y Caso abierto (Cold Case).
Brooks regresó a la televisión en el papel del vecino de una de las protagonistas del popular drama televisivo de ABC Mujeres Desesperadas, donde Matthew Applewhite, su personaje, tiene un amorío secreto con la hija de Danielle Van de Kamp, quien es interpretada por Joy Lauren, desde que la serie debutó en octubre del 2004. La familia de su personaje (su madre Betty Applewhite y su hermano Caleb) esconde un secreto.
Después de su experiencia en Desperate Housewives, para la gran pantalla se ha convertido en el baloncestista Harry Flournoy en la película Camino a la gloria (Glory Road), y el soldado Ennis Long en la película dramática En el valle de Elah, (In the Valley of Elah).
Apareció en la segunda temporada de True Blood, en el papel de Benedict "Eggs" Talley.
En 2010 tuvo una participación con Queen Latifah y Common en la película Just Wright (Jugada Perfecta). En el mismo año trabaja en dos series de televisión, The Deep End y My Generation.
Es también modelo, junto a Fernando Verdasco, Hidetoshi Nakata y Kellan Lutz de la campaña de ropa interior Calvin Klein.

## Filmografía
- Tiger Cruise, realización de Duwayne Dunham (2004)
- Glory Road – Camino a la gloria, realización de James Gartner (2006)
- En el valle de Elah (In the Valley of Elah), realización de Paul Haggis (2007)
- Just Wright, realización de Sanaa Hamri (2010)
- Desperate Housewives – TV, 25 episodios (2005-2006)
- Ghost Whisperer – TV, episodio 2x10 (2006)
- True Blood – TV, 13 episodios (2008-2009)
- My Generation – TV, 5 episodios (2010)
- Law & Order: Special Victims Unit - TV, episodio 2 temporada 13, Prince Miller
- Necessary Roughness – TV, 38 episodios (2011 - 2013)
- Alcatraz – TV, episodio 1x06 (2012)
- Supergirl, como James "Jimmy" Olsen. (2015 - 2019)
- Nobody's Fool (2018)
- Mortal Kombat, como Jax Briggs (2021)
- Law & Order – TV, protagonista desde la temporada 21
- Mortal Kombat 2, como Jax Briggs (2025)